# Antho lithophoenix
Antho lithophoenix är en svampdjursart som först beskrevs av de Laubenfels 1927.  Antho lithophoenix ingår i släktet Antho och familjen Microcionidae. Inga underarter finns listade i Catalogue of Life.